# 1765 års brittisk-amerikanska stämpellag

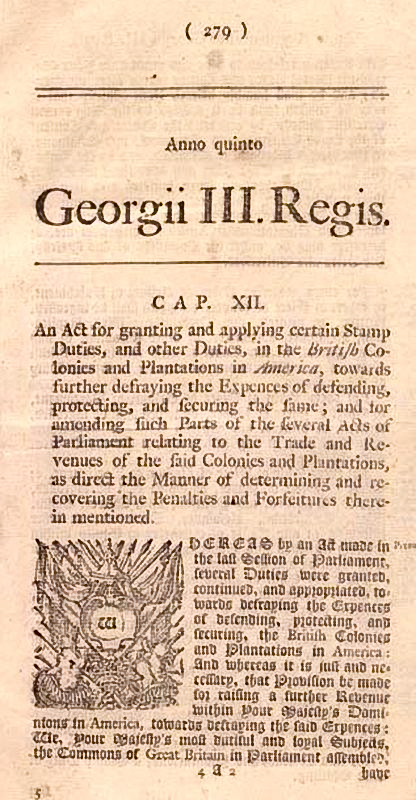
En notis om stämpellagen i en tidning från 1765.

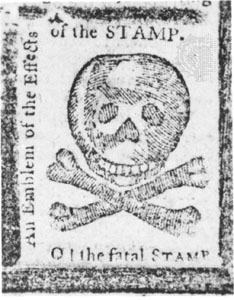
Samtida amerikanska tidningar reagerade på stämpellagen med vrede.

Stämpellagen 1765 (engelska: Stamp Act 1765) var en direkt skatt som påfördes de amerikanska kolonierna av det brittiska parlamentet. Stämpellagen antogs av det brittiska parlamentet 1764 och började att gälla i mars 1765. Stamp Act-lagen kritiserades häftigt i kolonierna och lagen återkallades av parlamentet i mars 1766.

## Bakgrund
Storbritanniens deltagande i sjuårskriget (1756-1763), känt i Brittiska Amerika som det Franska och indianska kriget, hade medfört en fördubbling av den brittiska statsskulden, från 72 miljoner pund 1755 till nästan 130 miljoner pund 1764.

## Lagens innehåll
Lagen påbjöd en stämpelavgift på rättsdokument, testament, pamfletter, almanackor, tidningar och övriga skrivna dokument. Huvudsyftet med lagen var att skaffa intäkter till den brittiska staten för att betala av på landets statsskuld, vilken hade eskalerat under det brittiska deltagandet i de franska och indianska krigen 1754-1763. 

## Protesterna i kolonierna
Stämpelskatten mötte ett mycket starkt motstånd i kolonierna. Debatten hade börjat under våren 1764. Legislaturen i Virginia antog på förslag av Patrick Henry en rad resolutioner, i vilka det fasthölls att endast folkvalda representanter hade rätt att beskatta kolonins invånare och att stämpellagen därför var olaglig.
Den 7-25 oktober 1765 hölls ett möte i New York med representanter från ett flertal brittiska kolonier i Nordamerika. Mötet, som kallades, The Stamp Act Congress, syftade till att utarbeta en enhetlig protest från koloniernas sida mot den nya brittiska beskattningen. Kongressen sammanträdde i 12 dagar, inklusive söndagar. Det fanns ingen publik på mötena, och ingen information om överläggningarna släpptes under eller efter kongressen. Den slutliga åsiktsdeklarationen fick namnet "The Declaration of Rights och and Grievances", och hade utarbetats av delegaten John Dickinson från Pennsylvania. Deklarationen var uppdelad i fjorton punkter, vilka sammanfattade koloniernas protester. Förutom protesten mot Stamp Act hävdade kolonisterna också att det brittiska parlamentet inte kunde sägas representera kolonisterna eftersom dessa inte fick rösta i det brittiska parlamentet. De hävdade också att juryrättegång var en rättighet som de senaste amiralitetsdomstolarna brutit mot. 
Kritiken tog sig också uttryck i kravaller och fysiska angrepp mot stämpelavgiftskassörernas personer och egendom, samt hot om bojkott av brittiska varor. Morgonen den 1 november, då lagen trädde i kraft, ringde klockorna som till begravning, det flaggades på halv stång och tidningarna kom ut med en dödskalle där stämpeln skulle ha haft sin plats. Ingenstans fanns stämpelpapper att köpa, rättssalarna hölls stängda. Till slut samtyckte guvernörerna själva till lagens åsidosättande.
Samtidigt undergick det politiska läget i Storbritannien en förändring. Ministären Grenville föll, och den nya regeringen, som leddes av lord Rockingham, fann ingen anledning att fullfölja den bittra striden. Störst intryck gjorde klagomålen av brittiska affärsmän, som led av bojkotten och därför bestormade parlamentet med böner om att återkalla lagen. Stämpellagen upphävdes till slut den 18 mars 1766.